# Dominic Calvert-Lewin
Dominic Nathaniel Calvert-Lewin (* 16. März 1997 in Sheffield) ist ein englischer Fußballspieler.
Der Stürmer entstammt der Jugendarbeit von Sheffield United und nach Leihstationen bei Stalybridge Celtic und Northampton Town stand er ab August 2016 neun Jahre beim Erstligisten FC Everton unter Vertrag. Zurzeit spielt er bei Leeds United.
Mit der englischen U20-Nationalmannschaft gewann er die U20-Weltmeisterschaft 2017. Im Endspiel erzielte er den entscheidenden Treffer zum 1:0-Sieg gegen Venezuela. Seit Oktober 2020 ist er für die A-Auswahl der Three Lions im Einsatz.

## Vereinskarriere

### Sheffield United
Der in Sheffield, South Yorkshire geborene Dominic Calvert-Lewin begann seine fußballerische Ausbildung beim lokalen Verein Sheffield United, dessen Jugendakademie er am 28. April 2005 beitrat. Dort arbeitete er sich durch unterschiedliche Altersklassen und mit 16 Jahren unterzeichnete er seinen ersten Ausbildungsvertrag bei den Blades. In seiner gesamten Jugendzeit wurde er im zentralen Mittelfeld eingesetzt. Am 4. Januar 2014 war er beim 2:1-Pokalsieg gegen Aston Villa erstmals im Spieltagskader der ersten Mannschaft gelistet, wurde von Cheftrainer Nigel Clough aber letztlich nicht berücksichtigt.
Am 24. Dezember 2014 wechselte Calvert-Lewin auf Leihbasis zum Sechstligisten Stalybridge Celtic. Beim Non-League-Verein gab er bereits zwei Tage später im Auswärtsspiel gegen Hyde United sein Debüt. Als Stürmer aufgeboten steuerte er zum 4:2-Sieg seiner Mannschaft zwei Treffer bei. Am Neujahrstag 2015 traf er beim 7:1-Heimsieg im Rückspiel gegen Hyde United erneut. Anfang Februar 2015 kehrte er nach einer überaus erfolgreichen Leihphase mit sechs Toren in fünf Ligaeinsätzen nach Sheffield zurück. Mitte April 2015 unterzeichnete Calvert-Lewin er einen neuen Dreijahresvertrag beim Drittligisten. Sein Profidebüt bestritt er am 25. April 2015 (45. Spieltag) beim 1:1-Unentschieden gegen Leyton Orient, als er in der 66. Spielminute für Ché Adams eingewechselt wurde. Auch am nächsten und letzten Spieltag der Saison 2014/15 wurde er erneut im Verlauf der zweiten Halbzeit eingetauscht.
In der Vorbereitung zur darauffolgenden Spielzeit 2015/16 war er bereits fester Bestandteil der ersten Mannschaft und nach guten Leistungen sicherte ihm der Cheftrainer Nigel Adkins bereits einen Kaderplatz zu. Dennoch wurde er am 7. August 2015 bis Januar 2016 an den Viertligisten Northampton Town ausgeliehen, wo er regelmäßige Einsatzzeit erhalten sollte. Vier Tage später stand er im Ligapokalspiel gegen den FC Blackpool bereits in der Startformation und in der 24. Spielminute verdoppelte er die 1:0-Führung. Das Spiel endete mit einem 3:0-Sieg für die Cobblers. Auch in der Liga kam er rasch in Tritt und er bis zum Leihende in nahezu jeder Partie eingesetzt. Trotz starker Bemühungen von Northampton wurde das Leihgeschäft nicht ausgedehnt und er kehrte nach fünf Toren und einem Assist in 20 Ligaeinsätzen zurück zu seinem Stammverein.
Bei Sheffield United kam er erst nach einer einmonatigen Wartephase zu einem ersten Saisoneinsatz, ihm gelang es dann jedoch nicht seine wenigen Chancen in der Startelf zu nutzen, weshalb er zum Ende der Spielzeit 2015/16 nur noch sporadisch berücksichtigt wurde. In neun Ligaeinsätzen gelang ihm für die Blades keine einzige Torbeteiligung. Auch nachdem sein einstiger Förderer bei Northampton Town Chris Wilder zur nächsten Saison 2016/17 als neuer Sheffield-Trainer präsentiert wurde, schaffte er nicht den Sprung in die erste Elf und stand bis zu seinem Wechsel lediglich in einem Ligapokalspiel auf dem Platz, in dem er jedoch wirkungslos blieb.

### FC Everton
Am 31. August 2016 wechselte Dominic Calvert-Lewin zum Erstligisten FC Everton. Beim Verein aus Liverpool spielte er vorerst in der Reserve in der Premier League 2, wo er sich jedoch rasch für größere Aufgaben empfehlen konnte. Am 13. Dezember 2016 (16. Spieltag) gab er beim 2:1-Heimsieg gegen den FC Arsenal sein Premier-League-Debüt, als er in der 79. Spielminute für Enner Valencia in die Partie kam. Anschließend wurde er in zwei Ligaspielen eingewechselt und im Heimspiel gegen den FC Southampton am 2. Januar 2017 (20. Spieltag) stand er erstmals in der Startelf. Sein Aufstieg in der Mannschaft wurde jedoch in jener Partie gestoppt, als er nach nur 12 gespielten Minuten mit einer Knöchelverletzung ausgewechselt werden musste, welche ihn letztlich für zwei Monate außer Gefecht setzte. Nach seinem Comeback spielte er wieder regelmäßig. Am 18. März (29. Spieltag) gelang ihm beim 4:0-Heimsieg gegen Hull City sein erstes Ligator im Trikot der Toffees. In erster Spielzeit 2016/17 absolvierte er elf Ligaspiele, in denen er einen Torerfolg verbuchen konnte.
Am 3. August 2017 schoss er sein Team zum 1:0-Auswärtssieg gegen den MFK Ružomberok in der 3. Qualifikationsrunde der UEFA Europa League. Am 20. September 2017 konnte er beim 3:0-Ligapokalsieg gegen den AFC Sunderland erstmals doppelt treffen. Die Ligasaison 2017/18 startete für Everton jedoch schlecht und mündete nach dem schlechtesten Saisonbeginn seit 12 Jahren Ende Oktober 2017 mit der Entlassung des Übungsleiters Ronald Koeman. Dieser hatte Calvert-Lewin zuvor regelmäßig eingesetzt und unter seinem Nachfolger Sam Allardyce brach er schließlich endgültig in die Startformation vor. Am 14. Dezember wurde er zusammen mit seinen jungen Teamkollegen Jonjoe Kenny und Mason Holgate mit einem neuen Vertrag ausgestattet, der ihn nun mehr bis 2022 an den Verein band. Everton konnte sich unter dem neuen Cheftrainer zunächst steigern, nach dem Jahreswechsel verlor die Mannschaft jedoch erneut die Form und auch Calvert-Lewin büßte seinen Stammplatz ein. Eine Rückenverletzung beendete schließlich drei Ligaspiele vor dem Ende seine zweite Spielzeit in Liverpool, in der ihm in 32 Ligaeinsätzen vier Treffer und sieben Assists gelangen.
Unter dem neuen Coach Marco Silva pendelte Calvert-Lewin in der nächsten Saison 2018/19 zwischen Startelf und Bank. Mit nur sechs Toren und zwei Vorlagen in 35 Ligaeinsätzen erlebte er eine durchwachsene Spielzeit. Am 24. September 2019 erzielte er beim 2:0-Ligapokalsieg gegen Sheffield Wednesday – Dem Stadtrivalen seines ehemaligen Arbeitgebers Sheffield United – in seinem 100. Pflichtspieleinsatz für Everton beide Treffer. Mit guten Leistungen schaffte er in dieser Saison 2019/20 die Rückkehr in die erste Elf von Marco Silva und unter dessen Nachfolger Carlo Ancelotti verbesserte er seine Torausbeute wesentlich. Am 6. März 2020 verlängerte er sein Arbeitspapier bis Juni 2025. In 36 Ligaeinsätzen gelangen ihm in dieser Spielzeit 13 Treffer und eine Vorlage.
Die darauffolgende Saison 2020/21 begann er mit dem entscheidenden Kopfballtor zum 1:0-Heimsieg gegen Tottenham Hotspur. Am nächsten Spieltag markierte er beim 5:2-Heimsieg gegen West Bromwich Albion den ersten Hattrick seiner professionellen Laufbahn. Eineinhalb Wochen später gelang ihm beim 4:1-Ligapokalsieg gegen West Ham United ein weiterer Dreierpack. Damit wurde er zum ersten Evertonian seit Dixie Dean im November 1931, der in einem Monat zwei Hattricks erzielen konnte. Mit fünf Toren in drei Ligaeinsätzen erhielt er die Auszeichnung zum Premier League Player of the Month für den September 2020.
Im Sommer 2025 verlängerte er seinen auslaufenden Vertrag in Everton nicht.

### Leeds United
Im August 2025 wechselte er zu Leeds United und unterschrieb dort einen Vertrag bis 2028.

## Nationalmannschaft
Am 1. September 2016 debütierte Dominic Calvert-Lewin beim 1:1-Unentschieden im freundschaftlichen Länderspiel gegen Brasilien für die englische U20-Nationalmannschaft, als er in der 75. Spielminute für Adam Armstrong eingewechselt wurde. Drei Tage später traf er bei der 1:2-Niederlage in einem erneuten Antreten gegen die Seleção Sub-20 erstmals. Er schaffte es mit guten Leistungen in Testspielen der U20-Auswahl sich für den englischen Kader für die U20-Weltmeisterschaft 2017 in Südkorea zu empfehlen und wurde letztlich auch in den 21-Mann-Kader einberufen. Beim 3:0-Auftaktsieg gegen Argentinien gelang ihm ein Torerfolg. Mit sieben Punkten in den drei Gruppenspielen qualifizierten sich die Three Lions für das Achtelfinale. Beim 2:1-Achtelfinalsieg gegen Costa Rica bereitete er einen Treffer von Ademola Lookman vor. Nach Siegen über Mexiko und Italien erreichte England das Endspiel gegen Venezuela. Im Finale erzielte er in der 34. Spielminute den entscheidenden 1:0-Siegtreffer und bescherte England damit den ersten U20-Weltmeistertitel. Insgesamt lief er für die U20 in 15 Länderspielen auf, in denen ihm sechs Tore gelangen.
In seinem ersten Einsatz für die U21 am 1. September 2017 beim 1:1-Unentschieden gegen die Niederlande in der Qualifikation zur U21-Europameisterschaft 2019 konnte er bereits treffen. Mit England überstand er die Qualifikationsphase ungeschlagen und qualifizierte sich somit erfolgreich für die Endrunde, bei der er für den finalen Kader nominiert wurde. Dort kam Calvert-Lewin in zwei Gruppenspielen zum Einsatz und erlebte mit England einen enttäuschenden Wettbewerb, der mit dem vorzeitigen Aus in der Gruppenphase endete. Für die U21 kam er insgesamt in 17 Ligaspielen zum Einsatz, in denen er sieben Torerfolge verbuchen konnte.
Am 1. Oktober 2020 erhielt er von Cheftrainer Gareth Southgate seine erste Nominierung für die A-Nationalmannschaft. Am 8. Oktober 2020 gelang ihm in seinem Debüt beim 3:0-Testspielsieg gegen Wales im Wembley Stadium ein Kopfballtor.
Im Jahr 2021 wurde er in den englischen Kader für die Fußball-Europameisterschaft berufen, der das Finale gegen Italien im Elfmeterschießen im heimischen Wembley-Stadion verlor. Calvert-Lewin kam an der gesamten EM lediglich auf eine Spielzeit von 18 Minuten.

## Erfolge

### Nationalmannschaft
- U20-Weltmeister: 2017
- Vize-Europameister: 2021

### Individuelle Auszeichnungen
- England Under-21 Player of the Year: 2018
- Premier League Player of the Month: September 2020